# Phthonosema dubitans
Phthonosema dubitans är en fjärilsart som beskrevs av Herz 1905. Phthonosema dubitans ingår i släktet Phthonosema och familjen mätare. Inga underarter finns listade i Catalogue of Life.